# Абганерово (станция)
Абгане́рово — железнодорожная станция Волгоградского региона Приволжской железной дороги в Светлоярском районе Волгоградской области. Промежуточная станция на линии Волгоград II — Котельниково.

## История
Станция Абганерово была передана в состав Приволжской железной дороги в 1953 году и находилась ранее в составе Сталинградской и Владикавказской железных дорог.
Станция Абганерово была построена на участке Царицын — Тихорецкая «Общества Владикавказской железной дороги» и открыта для пассажиров и грузового движения летом 1899 года, одновременно со вводом в эксплуатацию участка до Котельниково. В 1897—1900 годах при станции вырос небольшой посёлок в котором проживали, в основном, железнодорожники и члены их семей.
В годы Великой Отечественной войны, в 1942 году, в районе станции шли ожесточённые бои и танковые сражения при проведении оборонительной и наступательной операций Красной армии в районе Сталинграда.

### Братская могила советских воинов
Объект культурного наследия народов РФ регионального значения. Рег. № 341711109380005 (ЕГРОКН)
На территории железнодорожной станции находится объект культурного наследия народов России регионального значения, — Братская могила советских воинов, погибших в период Сталинградской битвы. Захоронение организовано в 1942 - 1943 годах. Над братской могилой установлен монумент воину-победителю и мраморные плиты с именами павших и безымянных героев. Братская могила, памятник и прилегающая территория охраняются государством.

## Пассажирское движение
По состоянию на август 2018 года через станцию Абганерово курсирует небольшое количество пригородных поездов до Волгограда и Котельниково. Маршруты обслуживают электропоезда формирования АО «ВолгоградТрансПригород». Пассажирские поезда дальнего следования остановки на ст. Абганерово не имеют.